# Надгробни споменик Богосаву Бугарину у селу Гуча
Надгробни споменик Богосаву Бугарину (†1833) у селу Гуча налази се на Анђелића гробљу у селу Гуча, Општина Лучани.

## Опис
Споменик у облику стуба од сивог пешчара. На западној страни, у правоугаоном лучно засвођеном пољу уклесан је текст епитафа. Изнад натписа је линеаран тролисни крст са Христовим иницијалима ИС ХР. Споменик је релативно добро очуван, осим што је камен прекривен различитим врстама лишаја.

### Епитаф
Текст епитафа гласи:
овде тико почива
раб божји
БОГОСАВ БУГАРИН
жител села гуче
а кои је врло у чести
поживијо 40. Г.
а преставиосе у вијечност
2 маја 1833. Г.
и бог да му душу прости
оваи споменик подиже
Ђоко своме оцу
и синовци његови
миливоје и ника
писа Глишо дми.

### Датовање
По стилским особеностима и другим хронолошким одредницама споменик је подигнут неколико деценија после Богосављеве смрти, у другој половини 19. века. Израдио га је познати драгачевски каменорезац Глишо Дмитрић.